# Kotli
Kotli este o arie protejată (sit de importanță comunitară — SCI) din Croația întinsă pe o suprafață de 328,75 ha, integral pe uscat.

## Localizare
Centrul sitului Kotli este situat la coordonatele 45°22′01″N 14°00′37″E / 45.366914°N 14.010207°E.

## Înființare
Situl Kotli a fost declarat sit de importanță comunitară în iulie 2013 pentru a proteja 2 specii de animale.

## Biodiversitate
Situată în ecoregiunea mediteraneană, aria protejată conține 1 habitat natural: Fânețe de joasă altitudine (Alopecurus pratensis, Sanguisorba officinalis).
La baza desemnării sitului se află mai multe specii protejate:
- amfibieni (1): Rana latastei
- nevertebrate (1): Vertigo angustior